# Per Olof Forselius
Per Olof Forselius, född 30 april 1801 i Linde socken, Örebro län, död 12 november 1873 i Svinstads landskommun, Östergötlands län, var en svensk kyrkoherde i Svinstads pastorat och kontraktsprost i Bankekinds kontrakt.

## Biografi
Per Olof Forselius föddes 30 april 1801 i Linde socken. Han var son till komministern Olof Forselius och Catharina Magdalena Thyselius. Forselius studerade i Strängnäs och blev vårterminen 1819 student vid Uppsala universitet, Uppsala (Södermanlands-Nerikes nation). Han avlade filosofie kandidat 16 juni 1828 vid Uppsala universitet och blev 24 oktober 1828 apologist i Örebro, tillträde 1829. Forselius avlade magistern 16 juni 1830 vid Uppsala universitet och prästvigdes för Strängnäs stift 27 november 1831. Han tog pastoralexamen 19 september 1832 och blev 23 januari kyrkoherde i Svinstads församling, Svinstads pastorat, tillträde samma år. Den 16 oktober 1850 blev han kontraktsprost i Bankekinds kontrakt och blev 14 maj 1873 ledamot av Nordstjärneorden. Forselius avled 12 november 1873 i Svinstads landskommun.

### Familj
Forselius gifte sig 19 juli 1833 med Anna Elisabeth Herlén (1813–1896). Hon var dotter till löjtnanten vid Närke-Värmlands regemente Eric Herlén och Augusta Johanna von Hofsten. De fick tillsammans barnen Johanna Christina (1834–1855), Carl Gustaf (född 1835), Per Eric (1837–1839), Adolf Henrik (1839–1894),  Maria Elisabeth (1841–1911), Axel Olof (1843–1843), Axel Olof (född 1844) och Eric Otto (1851–1892).